# Тиффани (бриллиант)

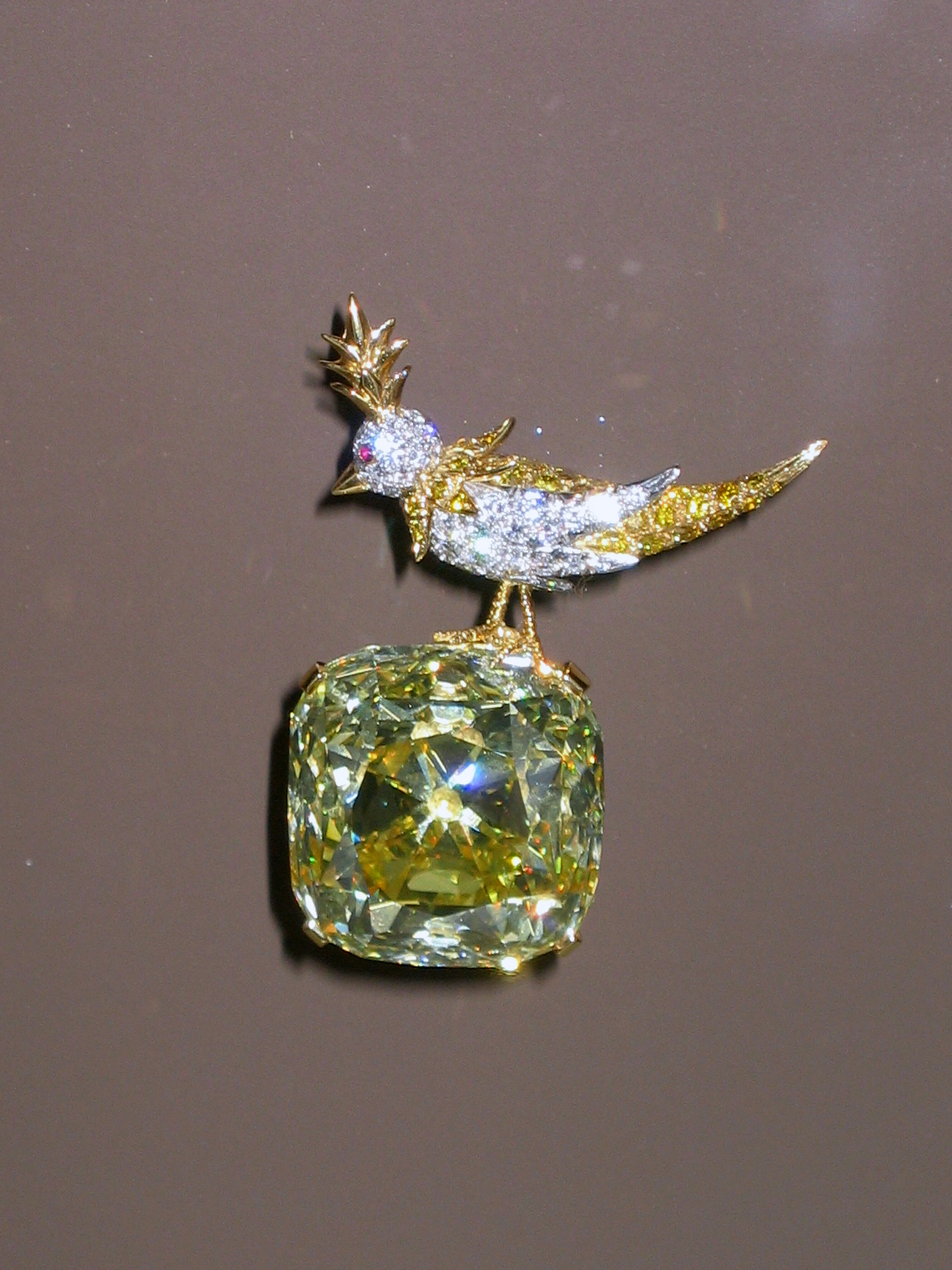
Бриллиант Тиффани в украшении «Птица на скале»

Бриллиант Тиффани — бриллиант, найденный на руднике «Кимберли» (ЮАР) в 1877 году. Исходная масса — 287,42 карата (57,484 г). В 1960 году на основе камня ювелиром Жаном Мишель Шлюмберже была создана брошь «Птица на камне», но в 2012 году птицу отделили от бриллианта. С тех пор ювелирное изделие располагается в фирменном магазине компании Tiffany & Co. на Пятой авеню, Нью-Йорк.

## История
В 1878 году приобретён Чарльзом Льюисом Тиффани, хозяином нью-йоркской ювелирной фирмы «Тиффани» за 18 тыс. долларов. Геммолог фирмы, Джордж Фредерик Кунц, изучает алмаз на протяжении года, после чего производит его огранку в Париже. Масса алмаза уменьшается до 128,54 карата, камень приобретает 90 граней. Его размер составляет 28,25 мм в длину, 27 в ширину и 22,2 мм в толщину.
На Всемирной выставке в Чикаго 1893 года бриллиант выступает в качестве ключевой драгоценности. Чуть позже, в 1901 году на выставке в Буффало, Нью-Йорк, драгоценный камень получает наивысшую награду.
В 1896 году вице-король Китая Ли Хунчжан посетил Нью-Йорк и выразил желание увидеть собственными глазами бриллиант Тиффани. Просьба, исходившая от такой важной особы, считалась честью для фирмы и была удовлетворена должным образом, что принесло драгоценному камню большую популярность.
В 1960 году ювелир Жан Мишель Шлюмберже создаёт на основе бриллианта «Тиффани» брошь «Птица на камне». Она представляет собой птицу из золота и платины, инкрустированную белыми и желтыми бриллиантами, стоящую на знаменитом драгоценном камне.
В остроумном рекламном объявлении 1972 года в The New York Times компания Tiffany & Co. заявляет о продаже бриллианта за 5 000 000 $ (сегодняшний эквивалент — свыше 25 800 000 $) в течение 24 часов. Тем не менее бриллиант так и остается во владении бренда Тиффани.
В 2006 году бриллиант участвует в чествовании Национальной коллекции драгоценных камней в Национальном музее естественной истории города Вашингтоне (округ Колумбия).
В 2012 году по случаю празднования 175-летия бренда Tiffany & Co. бриллиант освобождают от птицы и соединяют с ожерельем из белых бриллиантов. После появления на праздновании юбилея ожерелье вместе с бриллиантом возвращается на своё постоянное место жительства — главный этаж флагманского магазина компании на Пятой авеню, Нью-Йорк.
Бриллиант «Тиффани» носили всего три девушки: миссис Шелдон Уайтхаус в 1957 году на балу «Тиффани» в Ньюпорте, штат Род-Айленд, Одри Хепбёрн в 1961 году для рекламных фотографий киноленты «Завтрак у Тиффани» и Леди Гага в 2019 году на церемонии вручения кинопремии «Оскар».